# Basilica di Nostra Signora della Salute
La basilica di Nostra Signora della Salute (Basilica of Our Lady of Good Health in lingua inglese) è una chiesa cattolica situata nella città di Velankanni, nello stato indiano di Tamil Nadu. Nota anche come la "Lourdes d'oriente", è il più frequentato santuario cristiano dell'India, accogliendo ogni anno milioni di pellegrini.

## Storia
La devozione a Nostra Signora della Salute a Velankanni risale al XVI secolo, quando la Vergine Maria sarebbe apparsa più volte.
Il santuario in origine era una semplice cappella con il tetto di paglia; divenne una chiesa parrocchiale nel 1771. Il 3 novembre 1962 papa Giovanni XXIII attribuì alla chiesa lo status di basilica minore. L'edificio, costruito in stile gotico, contiene tre cappelle ed è interamente dipinto di bianco, ad eccezione del tetto formato da piastrelle rosse.
Lo tsunami dell'oceano Indiano del 2004 investì la basilica, dove si trovavano circa duemila pellegrini, ma le acque non superarono i primi gradini, portando invece morte e distruzione tutt'intorno: le autorità religiose cattoliche locali hanno parlato esplicitamente di miracolo.
La basilica è meta di pellegrinaggio non solo dei cattolici, ma anche dei fedeli di altre religioni, che vi si recano per chiedere grazie o per ringraziare di quelle ricevute. La statua della Madonna col Bambino è rappresentata con lineamenti indiani e con il tipico abbigliamento locale. La "Giornata mondiale del malato", che si celebra ogni anno l'11 febbraio, ricorrenza della Madonna di Lourdes, nel 2002 si è tenuta nella basilica di Velankanni, per espresso desiderio di papa Giovanni Paolo II.

## Le apparizioni
Secondo una tradizione orale, la Madonna sarebbe apparsa una prima volta nel XVI secolo a un ragazzo indù, che doveva consegnare del latte a un cliente: la Vergine avrebbe chiesto un po' di latte per il Bambino e il ragazzo avrebbe acconsentito. Giunto poi dal cliente, si sarebbe accorto che non mancava il latte donato. Insieme al cliente si recò sul luogo dove diceva di aver avuto l'incontro divino, presso un laghetto, e la Madonna sarebbe apparsa di nuovo. In seguito alla diffusione del racconto, il laghetto fu denominato "Matha Kalum", cioè "Laghetto di Nostra Signora".
Anni dopo la Madonna sarebbe apparsa a un ragazzo disabile, che vendeva burro in una piazza di Velankanni, chiedendogli un po' di burro per il Bambino. Il ragazzo acconsentì, e la sua gamba sarebbe allora guarita. Sul luogo dell'apparizione fu costruita una cappella di paglia, intitolata successivamente ad "Arokia Matha", cioè alla "Madre della Buona Salute". In seguito alcuni marinai portoghesi, scampati a un naufragio, trasformarono la cappella di paglia in una costruzione in muratura, in segno di ringraziamento. La Madonna della Salute viene ricordata l'8 settembre, giorno della Natività di Maria, perché il naufragio fu scongiurato in quella data.